# Јаков
Јакоб (хебр. יַעֲקֹב [Yaʿăqōḇ]) или Јаков (грч. Ἰακώβ), или Јакуб (арап. يَعْقُوب [Yaʿqūb]), познат и као Израиљ (хебр. יִשְׂרָאֵל [Yiśrāʾēl] – „истрајан у Богу“), био је трећи патријарх хебрејског народа, са којим је Бог начинио завет, и легендарни предак дванаест племена Израиља, која су названа по њему.
Као пророк се поштује у јудаизму, хришћанству, исламу и другим аврамским религијама.

## Јаков у хебрејском Танаху
У хебрејском Танаху (код хришћана познат као Стари завет), Јаков се помиње као вођа народа и један од пророка. Он је био син пророка Исака и Ребеке, и унук Аврама и Саре. Према библијском предању, након што је начинио завет са Богом, Јаков је рекао:
| „                                          | Ако Бог буде са мном и сачува ме на путу којим идем и да ми хлеба да једем и одела да се облачим. И ако се вратим на миру у дом оца свог, Господ ће ми бити Бог; А камен овај који утврдих за спомен биће дом Божји; и шта ми год даш, од свега ћу десето дати теби. | ” |
| — Књига постања 35:7, Књига левитска 27:30 | |   |

Према Књизи постања 27 Јаков је имао старијег брата близанца под именом Исав. Када је дошло време да Исак да благослов старијем сину, благослов је добио Јаков уместо Исава, јер је Исав једном приликом продао Јакову право на благослов. Када су се дечаци родили, Бог је такође рекао да ће благослов припасти Јакову. Звог овога се Исав наљутио, толико да је хтео да убије Јакова. Јаков је зато отишао у дом свог деде у Харану, где је толико заволео Рахилу, кћерку свог ујака Лабана, да је пристао да за њега ради седам година како би је оженио.
Прве брачне ноћи Лабан је Јакову уместо Рахиле дао Леу, своју старију кћерку, објаснивши да је код њих обичај да се најпре уда старија кћерка. Јаков је касније узео и Рахилу за жену, коју је волео више од Лее, након што је пристао да још седам година ради код оца девојака.
Јаков је имао је дванаест синова од којих је настало дванаест израелских племена названих по десет имена његових синова и двоје синова његовог сина и наследника Јосифа. То су: Рувим, Леви, Јуда, Исахар, Симеон, Зевулон, Дан, Јосиф, Нефталим, Гад, Асир и Венијамин.
Јаков је имао 12 синова са 4 жене. Са своје две жене Лијом и Рахилом и њихове две слушкиње Зелфом (слушкињом Лије) и Валом (слушњкиња Рахиље). Лијини синови (6) били су: Рувим - Јаковљев првенац, Симеон, Левије, Јуда, Исахар и Завулон. Рахиљини синови (2): Јосиф и Венијамин. Синови Зелфе (2): Гад и Асир и синови Вале (2): Дан и Нефталим. (Постање 35, 23-26)
На повратку у своју земљу Јаков се борио са непознатим човеком у коме је препознао Бога, према Књизи постања 32. Тада га је Бог благословио и дао му име Израиљ, јер се храбро борио и са Богом и са људима. Веселин Чајкановић у књизи Мит и религија у Срба наводи податак да се Јаков ту рвао са хтоничним речним божанством - ноћним демоном, богом реке Јавок. Како је дошао у крај тог божанства, тај бог је хтео да га убије. Помирио се са братом Исавом и настанио у Сихему. 
Крајем свог живота, 1825. п. н. е. у доба велике глади, Јаков је отишао у Египат на позив свог сина Јосифа. Пре смрти је благословио својих дванаест синова, претке дванаест племена Израиља. Верници верују да је Јаков сахрањен у Пећини патријараха (пећини у Макпели) у Хеброну, где се налазе и гробови Аврама, Саре, Исака, Ребеке и Лее.

## Религијске перспективе

### Јудаизам
У Мидрашу постоје два мишљења о томе колико је Ребека имала година у време удаје и, последично, при рођењу близанаца. Према традиционалном бројању које је навео Раши, Исак је имао 37 година у време жртвовања Исака, а вест о Ребекином рођењу стигла је до Абрахама одмах након тог догађаја. У том случају, пошто је Исак имао 60 година када су се Јаков и Исав родили и били су у браку 20 година, онда је Исак имао 40 година када се оженио Ребеком (Пост. 25:20), чиме је Ребека имала три године у време њеног брака, и 23 године при рођењу Јакова и Исава. Према другом мишљењу, Ребека је имала 14 година у време њиховог брака, а 34 године када су се родили Јаков и Исав. У оба случаја, Исак и Ребека су били у браку 20 година пре него што су се Јаков и Исав родили. Мидраш каже да би се током Ребекине трудноће, кад год би пролазила поред куће за проучавање Торе, Јаков би настојао да изађе; кад год би пролазила поред куће идолопоклонства, Исав би агитовао да изађе.
Раши је објаснио да је Исак, када је благословио Јакова уместо Исава, осетио небески мирис Ган Едена (Раја) када је Јаков ушао у његову собу и, насупрот томе, приметио је да се Гехена отвара испод Исава када је овај ушао у собу, показујући му да је био све време преварен Исавовим испољавањем побожности.
Према Талмуду, Јаков није побегао директно у Харан (као што би изгледало из библијског текста), већ је студирао 14 година у школи Шема и Ебера пре него што је наставио ка Харану.
Када је Лабан планирао да превари Јакова да ожени Лију уместо Рахеле, Мидраш прича да су и Јаков и Рахела сумњали да ће Лабан извести такав трик; Лабан је био познат као „арамејац“ (варалица), и променио је Јаковљеву плату десет пута током његовог запослења (Постанак 31:7). Пар је стога осмислио низ знакова по којима би Јаков могао да идентификује младу под велом у својој брачној ноћи. Али када је Рахала видела да њену сестру одводе у свадбени балдахин, њено срце се кидало због јавне срамоте коју би Лија претрпела ако би била разоткривена. Рахела је стога дала Лији знаке како Јаков не би уочио замену.
Јаков је имао још један разлог да тугује због Јосифовог губитка. Бог му је обећао: „Ако ниједан од твојих синова не умре током твог живота, можеш гледати на то као на знак да нећеш бити стављен у (пакао) Гехена након своје смрти.“ Мислећи да је Јосиф мртав, Јаков је имао своју судбину да оплакује, јер је сматрао да је осуђен на тај пакао.
Јеврејска апокалиптичка литература хеленистичког периода укључује многе древне текстове са наративима о Јакову, много пута са детаљима другачијим од Постања. Важније су Књига јубилеја и Књига библијских старина. Јаков је и протагониста Завета Јаковљевог, Лествице Јаковљеве и Јосифове молитве, које тумаче искуство овог патријарха у контексту меркаба мистицизма.

### Хришћанство
Источна православна црква и оне источне католичке цркве које следе византијски обред виде Јаковљев сан као пророчанство о оваплоћењу Логоса, при чему се Јаковљеве лествице схватају као симбол Богородице (Девице Марије), која је, према источној православној теологији, сјединила небо и земљу у њеној утроби. Библијски извештај о овој визији је једно од стандардних старозаветних читања на вечерњој молитви на велике празнике Богородице.
Источна и Западна Црква сматрају Јакова свецем заједно са другим библијским патријарсима. Заједно са осталим патријарсима, његов празник се празнује по византијском обреду у другу недељу пред Долазак (11–17 децембар), под називом Недеља предака.

### Ислам
Верује се да су још две референце на Израел (арапски: إِسْرَآئِیل [ˈisraāˈiyl]; класични/курански арапски: إِسْرَآءِیْل [ˈisraāãˈiyl]) помињање Јакова. Арапски облик Ya'qūb (арап. يَعْقُوب може бити директно са хебрејског или индиректано преко сиријског.